# Aviosuperficie
Als Aviosuperficie wird in Italien gemäß dem Ministerialerlass vom 8. August 2003 ein nichtöffentliches Flugplatzgelände bezeichnet, das nicht als „Privatflughafen“ zertifiziert ist, das aber für die Landung und den Abflug von Leichtflugzeugen und Ultraleichtflugzeugen vorgesehen ist. Diese Flugplätze sind in der Regel nicht nach ICAO-Richtlinien ausgerüstet.

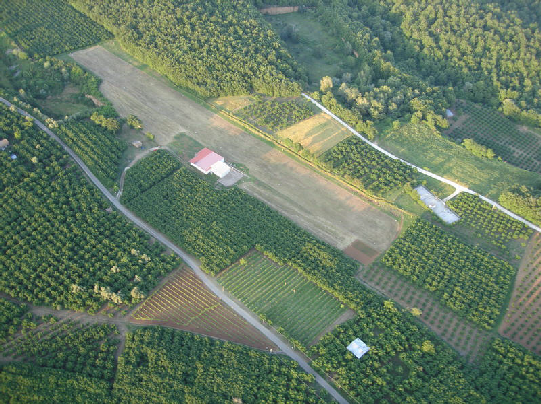
„Alisoriano“, Aviosuperficie bei Soriano nel Cimino, Latium

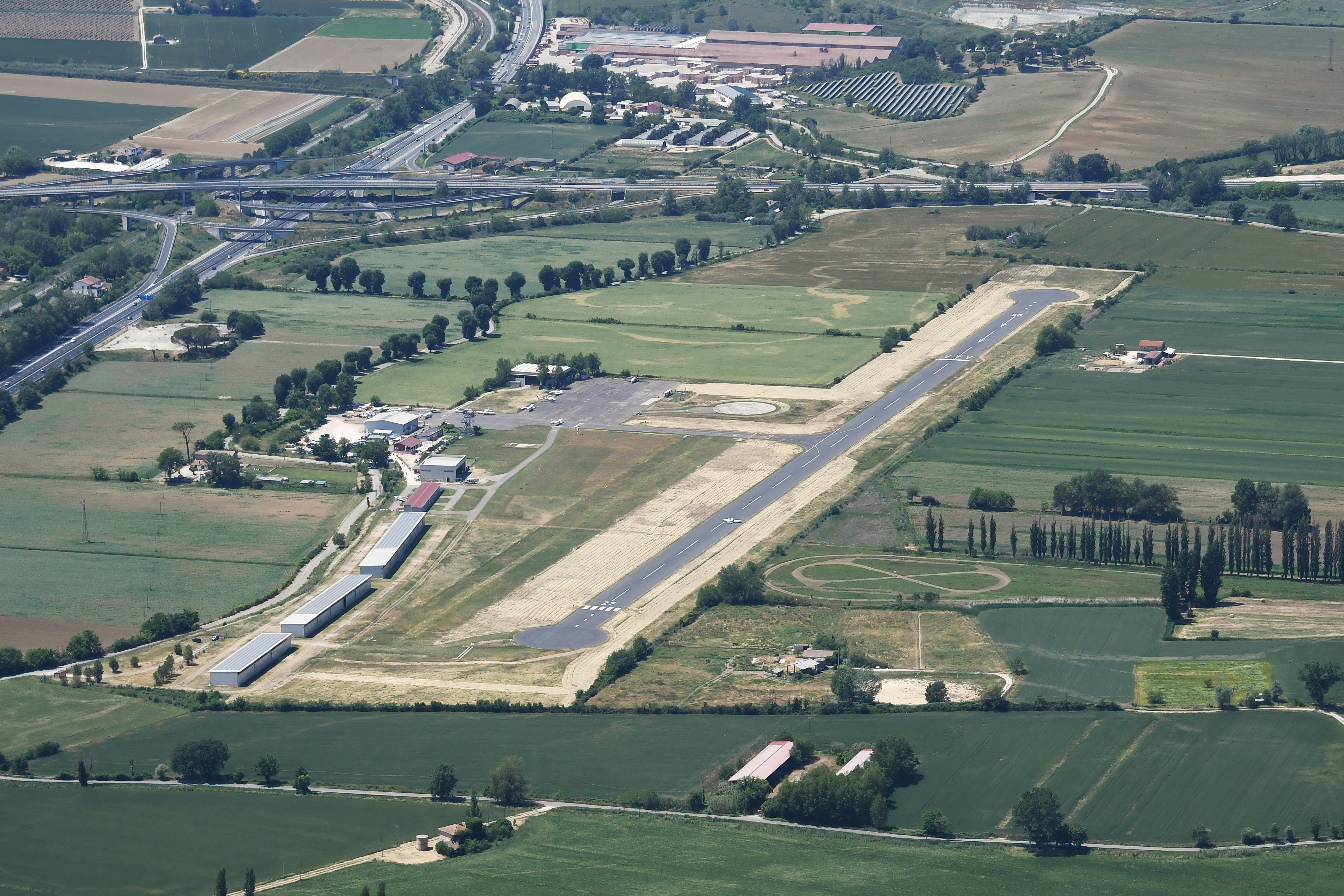
Aviosuperficie „Alvaro Leonardi“ in Terni, Umbrien

## Grundlagen
Die Aviosuperfici (Plural von Aviosuperficie) werden mit einer Sondergenehmigung der Luftfahrtbehörde durch private Grundstückbesitzer betrieben und können nur mit Genehmigung Prior Permission Required (PPR; wörtlich: vorherige Genehmigung erforderlich) genutzt werden. Dies geschieht in der Regel telefonisch, kann aber auch in einigen Fällen per Funk erfolgen. Auf diesen Plätzen gibt es normalerweise keine Luftaufsicht, die den Flugbetrieb verantwortlich regelt. Sofern diese Flugplätze keinen ICAO-Code haben, muss man in Flugplänen „ZZZZ“ angeben und dann im Feld „RMK/DEP“ beziehungsweise „RMK/DEST“ den entsprechenden Namen der Aviosuperficie eintragen.

## Funkverfahren
Der Funkverkehr zwischen den Flugzeugen, die sich im Anflug oder Abflug befinden, wird über eine einheitliche Frequenz, meist auf 130,00 MHz, abgewickelt. Die verantwortlichen Flugzeugführer teilen auf dieser Frequenz ihre Absichten mit. Positionsmeldungen oder Informationen der Piloten werden als Blindsendungen abgesetzt. Dabei ist wichtig, den Blindsendungen anderer Luftfahrzeuge aufmerksam zuzuhören, um diese Informationen in ein Lagebild des Luftverkehrs bezüglich der eigenen Position umsetzen zu können. Dabei ist auch der Luftraum aufmerksam zu beobachten. Der Einflug in die Platzrunde erfolgt unter Beachtung des anderen Platzverkehrs in den entsprechenden Abschnitten. Positionsmeldungen bzw. Informationen innerhalb der Platzrunde werden weiterhin als Blindsendungen abgegeben. Der Flugzeugführer entscheidet in eigener Verantwortung, ob die Aufgabe fliegerisch durchführbar ist. Dieses Verfahren gilt nicht bei Aviosuperfici mit eigener Luftaufsicht und entsprechender Frequenz.

## Nutzungseinschränkung
Die Aviosuperfici sind nach den gültigen Sichtflugregeln (VFR) am Tage zugelassen. Bei Dunkelheit und Nacht sind VFR-Flüge untersagt. Je nach Beschaffenheit der Piste gibt es auch Einschränkungen zur Start- und Landemasse der Flugzeuge.
Es dürfen nur solche Piloten Aviosuperfici benutzen, die eine gültige Pilotenlizenz besitzen, bereits mindestens fünf Starts und Landungen auf einer Aviosuperficie absolviert haben und innerhalb der letzten 90 Tage mindestens fünf Starts und Landungen (egal auf welchem Flugplatz) absolviert haben. Die Hubschrauberpiloten benötigen eine permanente Außenlandungsberechtigung.

## Kontrollzonen
Einige Aviosuperfici liegen innerhalb einer bis zum Boden reichenden Kontrollzone (CTR). In diesen Fällen muss beim Anflug rechtzeitig vor Einflug in die CTR zwecks Freigabe Kontakt mit der zuständigen Anflugkontrollstelle hergestellt werden, mit dem Hinweis, dass man auf der Aviosuperficie xy landen möchte. Die Controller kennen in der Regel alle innerhalb ihrer CTR liegenden Plätze und erteilen meist durch entsprechende Freigabe den Weiterflug.

## Verzeichnis
In Italien gibt es drei Kategorien von Flugplätzen:
- Verkehrsflughäfen, dem ICAO-Standard und bestimmten italienischen Standards entsprechende Flugplätze für die Allgemeine Luftfahrt sowie noch aktive (und oft zivil mitgenutzte) Militärflugplätze gehören allesamt zur Kategorie Aeroporto. Im Jahr 2016 gab es insgesamt 114 zivile und militärische Flughäfen.
- Aviosuperfici sind in der Regel nicht nach ICAO-Richtlinien ausgerüstet. Es gibt jedoch Aviosuperfici, die die ICAO-Standards erfüllen, einen ICAO-Code haben und dennoch nicht den Status eines Aeroporto haben oder auf ihn verzichten (in der Regel aus Kostengründen). Im Jahr 2016 gab es 213 von der italienischen Luftfahrtbehörde ENAC zertifizierte zivile Aviosuperfici, die auf einer Liste veröffentlicht werden (es gibt auch einige nicht zertifizierte).
- Campi di Volo sind „Flugfelder“, für die im Vergleich zu den Aviosuperfici niedrigere Standards gelten. Ein Campo di Volo ist mit einem Ultraleichtfluggelände vergleichbar, Leichtflugzeuge sind jedoch nicht ganz ausgeschlossen. Es gibt derzeit (2016) rund 230 registrierte zivile Flugfelder dieser Art.

Hinsichtlich der Wasserflugplätze entspricht dem Aeroporto der Idroscalo oder „Wasserflughafen“. Es gab in Italien bis zum Zweiten Weltkrieg über 50 zivile und militärische Einrichtungen dieser Art. Wasserflugplätze werden heute offiziell als Idrosuperfici bezeichnet und entsprechen den Aviosuperfici. Derzeit gibt es weniger als zehn Wasserflugplätze dieser Art, wobei sich zum Teil die Bezeichnung Idroscalo weiterhin hält, einerseits weil einige dieser Einrichtungen eine lange, ungebrochene Geschichte haben, andererseits weil in der Umgangssprache Idroscalo oft stellvertretend für Idrosuperficie verwendet wird. Sogenannte Idrosuperfici occasionali sind Gewässerflächen, auf denen Wasserflugzeuge in ausschließlicher Verantwortung der Piloten starten und wassern. Diese Gewässerflächen werden nirgends registriert und entsprechen nur im weitesten Sinn den Campi di Volo.
Bei den Hubschrauberlandeplätzen wird analog zu Aeroporto und Aviosuperficie zwischen Eliporto und Elisuperficie unterschieden. Oft werden Elisuperfici als Heliport oder Eliporto bezeichnet, obwohl sie einen solchen Status nicht haben. Es gibt in Italien nur wenige Hubschrauberlandeplätze, die als Eliporto zertifiziert sind; Elisuperfici sind die Regel. Wie die Aviosuperfici entsprechen auch die Elisuperfici meist nicht dem ICAO-Standard. Im Jahr 2017 waren in den regionalen ENAC-Listen insgesamt 526 Elisuperfici angegeben. Die im Gesetz definierten Elisuperfici occasionali können wiederum im weitesten Sinn mit den Campi di Volo in Bezug gesetzt werden, diese improvisierten Hubschrauberlandeplätze werden jedoch nirgends registriert.
Nachstehend eine unvollständige Liste der zertifizierten und nicht zertifizierten Aviosuperfici (mit Hinweisen auf Idrosuperfici und, als Ergänzung und zur Orientierung, auf Campi di Volo und „Flughäfen“ für die Allgemeine Luftfahrt), sortiert nach Regionen (alle Angaben ohne Gewähr und nicht für Navigationszwecke):

### Abruzzen
| Bezeichnung           | Stadt/Gemeinde | Lage | Höhe (m) | Bahn (m) | Richtung | Art     | Anmerkung                                    |
| --------------------- | -------------- | ---- | -------- | -------- | -------- | ------- | -------------------------------------------- |
| Celano                | Celano         | ⊙    | 680      | 830      | 08/26    | Asphalt |                                              |
| Corfinio Airfield     | Corfinio       | ⊙    |          | 730      | 14/32    | Gras    | auch Parchi d’Abruzzo genannt                |
| Il Pratone            | Carsoli        | ⊙    |          | 500      | 17/35    | Gras    |                                              |
| L’Aquila              | L’Aquila       | ⊙    | 571      | 650      | 11/29    | Gras    | nicht Flugplatz L’Aquila; aeroclublaquila.it |
| La porta delle aquile | Alanno         | ⊙    | 119      | 410      | 15/33    | Gras    |                                              |

Campi di Volo befinden sich bei Civitella del Tronto, Corropoli, Elice, Loreto Aprutino, Mosciano Sant’Angelo, Notaresco, Ofena, Penne, Rocca Pia, Sant’Omero und Vasto.

### Aostatal
Neben dem Flughafen Aosta gibt es im Aostatal den auf 1700 m gelegenen Gebirgsflugplatz (Aviosuperficie in pendenza) Chamois (⊙, 300 × 20, 07/25, Gras) und einen Campo di Volo bei Nus (Chatelair, ⊙). Darüber hinaus gibt es einige Gletscherpisten, unter anderem bei der Sassière- und Rutor-Gruppe, beim Mont Dolent, beim Mont Gelé und beim Monte Rosa (Lys).
Die Aviosuperficie Montalto Dora liegt nicht im Aostatal, sondern wenige Kilometer jenseits der Grenze im Piemont.

### Apulien
| Bezeichnung            | Stadt/Gemeinde       | Lage | Höhe (m) | Bahn (m) | Richtung | Art      | Anmerkung                               |
| ---------------------- | -------------------- | ---- | -------- | -------- | -------- | -------- | --------------------------------------- |
| Aerotre                | Manduria             | ⊙    | 89       | 400 × 18 | 18/36    | Gras     | aerotre.it                              |
| Ali sul castello       | Andria               | ⊙    | 300      | 1000     | 12/30    | Gras     |                                         |
| Antares                | San Pietro Vernotico | ⊙    | 37       | 420      | 15/33    | Gras     | aeroclubbrindisi.it                     |
| Ceraso                 | Altamura             | ⊙    | 459      | 900      | 12/30    | Gras     | auch Nido delle Aquile genannt          |
| Corte                  | Melpignano           | ⊙    | 80       | 985 × 20 | 15/33    | Gras     | ICAO-Code: LINB; aviosuperficielecce.it |
| Esperti                | Cellino San Marco    | ⊙    | 60       | 600 × 30 | 18/36    | Gras     |                                         |
| Fondone                | Lecce                | ⊙    | 40       | 720      | 15/33    | Schotter | vegaulm.it                              |
| Melendugno Sant’Andrea | Melendugno           | ⊙    | 20       | 600      | 16/34    | Gras     | volaresalento.com                       |
| Macrì                  | Supersano            | ⊙    | 110      | 700 × 40 | 14/32    | Gras     | aviosuperficiemacri.it                  |
| Monticchio             | Pulsano              | ⊙    | 30       | 700      | 18/36    | Gras     |                                         |

Campi di Volo befinden sich bei Alberobello, Andrano, Apricena, Carmiano, Copertino, Foggia (Ponte Albanito), Gallipoli, Ischitella, Oria (Laurito), San Giovanni Rotondo (Macerone), Surbo, Toritto und Ugento. Erwähnenswert ist wegen seiner Lage der Heliport San Domino.
Weder Aviosuperficie noch Campo di Volo ist der Flugplatz Lecce-San Cataldo.

### Basilikata
| Bezeichnung        | Stadt/Gemeinde | Lage | Höhe (m) | Bahn (m)  | Richtung | Art     | Anmerkung             |
| ------------------ | -------------- | ---- | -------- | --------- | -------- | ------- | --------------------- |
| Enrico Mattei      | Pisticci       | ⊙    | 55       | 1440 × 30 | 13/31    | Asphalt | basilicata-airport.eu |
| Falcone            | Lavello        | ⊙    | 152      | 750       | 05/23    | Gras    |                       |
| Grumento           | Grumento Nova  | ⊙    | 650      | 1100      | 07/25    | Asphalt | amicidelvolo.it       |
| Pantano di Pignola | Pignola        | ⊙    | 800      | 600 × 40  | 07/25d   | Gras    | centroicaro.it        |

Campi di Volo befinden sich bei Pisticci (Bernalda; nicht Enrico Mattei) und Policoro. In der Region Basilikata gibt es keine weiteren Flugplätze.

### Emilia-Romagna
| Bezeichnung           | Stadt/Gemeinde                   | Lage | Höhe (m) | Bahn (m) | Richtung | Art     | Anmerkung                                                                        |
| --------------------- | -------------------------------- | ---- | -------- | -------- | -------- | ------- | -------------------------------------------------------------------------------- |
| Aero Club Piacenza    | Gragnano Trebbiense (Casaliggio) | ⊙    | 70       | 800      | 01/19    | Gras    | aeroclubpiacenza.it                                                              |
| Ali di Classe         | Ravenna (Lido di Classe)         | ⊙    | 1        | 660 × 24 | 15/33    | Gras    | auch Avios. “Ennio Tarantola” alidiclasse.info                                   |
| Banda Bassotti        | Concordia sulla Secchia          | ⊙    | 13       | 500 × 25 | 03/21    | Gras    | cortevanina.it                                                                   |
| Castellazzo           | Reggio nell’Emilia (Castellazzo) | ⊙    | 43       | 585 × 18 | 02/20    | Gras    | Aeroclub Tricolore                                                               |
| Conte Guido Guidi     | Alseno                           | ⊙    |          | 800      | 01/19    | Gras    | auch Avios. Cortina di Alseno                                                    |
| Deltaland             | San Possidonio                   | ⊙    | 14       | 600      | 12/30    | Gras    | derzeit geschlossen ulm.it                                                       |
| Estense Aer Club      | Finale Emilia (Canaletto)        | ⊙    | 18       | 500      | 04/22    | Gras    | derzeit geschlossen ulm.it                                                       |
| Guglielmo Zamboni     | Ozzano dell’Emilia               | ⊙    | 32       | 840 × 18 | 03/21    | Asphalt | auch Avios. Ozzano, ICAO-Code: LIKO; hat Heliport aviozzano-guglielmozamboni.com |
| Molinella             | Molinella                        | ⊙    | 7        | 1000     | 03/21    | Gras    | Aeroclub Bologna                                                                 |
| Reno Air Club         | Argelato                         | ⊙    | 25       | 440 × 25 | 09/27    | Gras    | renoairclub.it                                                                   |
| Rubbiano              | Solignano                        | ⊙    |          | 700      | 03/21    | Gras    |                                                                                  |
| Santarcangelo         | Santarcangelo di Romagna         | ⊙    | 60       | 500 × 25 | 03/21    | Gras    | aviosuperficiesantarcangelo.it                                                   |
| Sassuolo              | Sassuolo                         | ⊙    | 90       | 940      | 18/36    | Gras    | aeroclubsassuolo.it                                                              |
| Tabularia             | Poviglio                         | ⊙    |          | 400      | 02/20    | Gras    | nicht Campo di Volo Poviglio (S. Sisto)                                          |
| Valle Gaffaro         | Codigoro                         | ⊙    | 1        | 900      | 16/34    | Gras    | nicht Campo di Volo Codigoro (Corbetta di Contarini); volodelta2000.net          |
| Voloclub Ultraleggeri | Medicina                         | ⊙    | 30       | 1000     | 04/22    | Gras    |                                                                                  |
| Vraglia               | Imola                            | ⊙    |          | 320      | 02/20    | Gras    | daneben 2 Campi di Volo bei Imola                                                |

Bei Comacchio (Lido delle Nazioni) ist der Wasserflugplatz Idroscalo Francesco Agello (⊙, 1100 × 80, 03/21). Einen weiteren Wasserflugplatz gab es in Porto Corsini bei Ravenna.
Campi di Volo befinden sich in Agazzano, Albareto, Argenta (Filo), Bazzano, Bertinoro, Bondeno (Scortichino), Busseto, Campogalliano, Carpi (nicht Flugplatz Carpi), Castelfranco Emilia (Gaggio di Piano), Cavriago (Codemondo), Cesena, Codigoro (nicht Avios. Valle Gaffaro), Conselice, Crevalcore, Faenza (Sant’Andrea), Felino, Fontanellato (2 Campi di Volo), Forlì (Villafranca), Granarolo dell’Emilia, Imola (3 Campi di Volo, nicht Avios. Vraglia), Lugo (Belricetto, nicht Flugplatz Lugo), Mercato Saraceno, Piacenza (nicht Aero Club Piacenza in Gragnano; weiterer Campo di Volo in Borghetto), Polesine Zibello, Portomaggiore, Poviglio (San Sisto, nicht Avios. Tabularia), Salsomaggiore Terme (2 Campi di Volo), San Felice sul Panaro, San Pietro in Casale, Serramazzoni (San Dalmazio), Sissa, Soragna, Vigarano Mainarda und Zola Predosa.
Weder Aviosuperficie noch Campo di Volo sind die Flugplätze Carpi, Ferrara, Lugo, Modena, Pavullo nel Frignano, Ravenna und Reggio Emilia.

### Friaul-Julisch Venetien
| Bezeichnung                   | Stadt/Gemeinde            | Lage | Höhe (m) | Bahn (m) | Richtung | Art     | Anmerkung                            |
| ----------------------------- | ------------------------- | ---- | -------- | -------- | -------- | ------- | ------------------------------------ |
| Al Casale                     | Codroipo                  | ⊙    | 45       | 500 × 25 | 09/27    | Gras    | alcasale.eu evtl. nur Campo di Volo  |
| AS 77                         | Mortegliano               | ⊙    | 43       | 800 × 30 | 16/34    | Gras    |                                      |
| Associazione Volo Chiasiellis | Mortegliano (Chiasiellis) | ⊙    | 46       | 450 × 21 | 16/34    | Gras    |                                      |
| Fly & Joy                     | Premariacco (San Mauro)   | ⊙    | 98       | 690 × 40 | 09/27    | Gras    | flyejoy.it                           |
| La Comina                     | Pordenone (Comina)        | ⊙    | 61       | 1100     | 18/36    | Gras    | ICAO-Code: LIKL aeroclubpordenone.it |
| Osoppo                        | Osoppo (Rivoli)           | ⊙    | 171      | 850 × 18 | 03/21    | Asphalt | auch “Pittini AVRO” avro.it          |
| Piancada                      | Palazzolo dello Stella    | ⊙    |          | 800 × 40 | 15/33    | Gras    | marinastella.it (deutsch)            |
| Pravisdomini                  | Pravisdomini              | ⊙    |          | 600      | 15/33    | Gras    |                                      |
| Trivignano Udinese            | Trivignano Udinese        | ⊙    | 35       | 650 × 30 | 09/27    | Gras    |                                      |
| Zampieri                      | Enemonzo                  | ⊙    | 114      | 550 × 60 | 09/27    | Gras    | cvne.it                              |

Campi di Volo befinden sich bei Bertiolo, Cercivento, Cividale del Friuli (Gradaria), Cordovado, Mortegliano (Fly Synthesis, nicht Aviosuperfici, ⊙), Mossa, Pasiano di Pordenone, Pavia di Udine, Povoletto, San Vito al Torre, Sequals (Solimbergo), Sesto al Reghena und Sgonico.
Weder Aviosuperficie noch Campo di Volo sind die Flugplätze in Campoformido und Görz.

### Kalabrien
| Bezeichnung        | Stadt/Gemeinde                      | Lage | Höhe (m) | Bahn (m)  | Richtung | Art     | Anmerkung                   |
| ------------------ | ----------------------------------- | ---- | -------- | --------- | -------- | ------- | --------------------------- |
| Alicalabria        | Rombiolo                            | ⊙    | 556      | 450 × 26  | 09/27    | Gras    |                             |
| Cosenza            | Bisignano                           | ⊙    | 66       | 1000 × 30 | 01/19    | Gras    | aviosuperficiecosenza.it    |
| Franca             | Cotronei (Ampollino)                | ⊙    | 1330     | 650 × 50  | 14/32    | Asphalt | Kartbahn daneben            |
| Pasquale Domestico | Castrovillari (Conca del Ré)        | ⊙    |          | 380 × 25  | 11/29    | Gras    |                             |
| Scalea             | Scalea                              | ⊙    | 6        | 1450 × 30 | 09/27    | Asphalt | Ausbau zu Regionalflughafen |
| Sibari Fly         | Cassano all’Ionio/Sibari, (Pantano) | ⊙    | 2        | 800 × 20  | 12/30    | Gras    | sibarifly.com               |

Campi di Volo befinden sich bei Condofuri (Marina, ⊙), Crotone (Bucchi, ⊙), Nicotera (⊙), Sibari (nicht Avios., Dragons Fly, ⊙) und Zungri (⊙).

### Kampanien
| Bezeichnung    | Stadt/Gemeinde          | Lage | Höhe (m) | Bahn (m) | Richtung | Art  | Anmerkung                |
| -------------- | ----------------------- | ---- | -------- | -------- | -------- | ---- | ------------------------ |
| Alivallo       | Teggiano                | ⊙    | 445      | 784 × 38 | 16/34    | Gras | derzeit geschlossen      |
| Area 69        | Pontelatone             |      | 92       | 360 × 18 | 18/36    | Gras |                          |
| del sole       | Pontecagnano Faiano     | ⊙    | 3        | 420 × 18 | 04/22    | Gras | aviosuperficiedelsole.it |
| Ditellandia    | Castel Volturno         | ⊙    |          | 360 × 18 | 06/24    | Gras | deltaclubnapoli.com      |
| La Selva       | Vitulazio               | ⊙    | 60       | 500      | 06/24    | Gras | asgalassia.it            |
| Olivola        | Benevento               | ⊙    | 186      | 650 × 18 | 11/29    | Gras | aeroclubbenevento.it     |
| Umberto Nobile | Sessa Aurunca (Le Cese) | ⊙    | 7        | 800 × 20 | 07/25    | Gras | avioteam.org             |
| Volturno Fly   | Limatola                | ⊙    | 19       | 630 × 25 | 09/27    | Gras | volturnofly.it           |

Campi di Volo befinden sich bei Alife (⊙), Altavilla Silentina (⊙), Caiazzo (⊙), Capaccio Paestum (⊙), Frigento (⊙), Giugliano in Campania (Lago Patria, ⊙) und Sant’Agata de’ Goti (Presta, ⊙).
Weder Aviosuperficie noch Campo di Volo ist der Flugplatz Capua. Auf dem Gelände des ehemaligen Flugplatzes von Pomigliano d’Arco steht das FCA-Werk Pomigliano d’Arco.

### Latium
| Bezeichnung          | Stadt/Gemeinde                  | Lage | Höhe (m) | Bahn (m)  | Richtung      | Art     | Anmerkung                                             |
| -------------------- | ------------------------------- | ---- | -------- | --------- | ------------- | ------- | ----------------------------------------------------- |
| Ali Nettuno          | Nettuno                         | ⊙    | 67       | 410       | 04/22         | Gras    | alinettuno.it                                         |
| Alicocco             | Ferentino (Monticchio)          | ⊙    | 58       | 360 × 20  | 17/35         | Gras    | andere Quellen: Campo di Volo                         |
| Alisoriano           | Soriano nel Cimino (S. Eutizio) | ⊙    | 300      | 400 × 35  | 01/19         | Gras    | alisoriano.it                                         |
| Alituscia            | Vejano                          | ⊙    | 379      | 700 × 20  | 03/21         | Gras    | alituscia.it                                          |
| Amici del Volo       | Alvito                          | ⊙    | 373      | 383 × 21  | 04/22         | Gras    |                                                       |
| Arma                 | Nettuno                         | ⊙    | 14       | 550 × 40  | 03/21         | Gras    | volereevolare.com                                     |
| Aviocaipoli          | Gallicano nel Lazio             | ⊙    | 170      | 810 × 20  | 14/32         | Gras    | advancedaviation.it, deodati.it                       |
| Carocci              | Nepi                            | ⊙    | 273      | 380 × 20  | 01/19         | Gras    |                                                       |
| Condor               | Latina (Borgo San Michele)      | ⊙    | 17       | 400 × 30  | 14/32         | Gras    |                                                       |
| Divinangelo Primo    | Sezze Scalo                     | ⊙    | 4        | 600 × 30  | 13/31         | Gras    | aeroclubartena.it                                     |
| Easy Flyte           | Scorano di Capena               | ⊙    | 120      | 310 × 20  | 10/28         | Gras    |                                                       |
| Fiano Romano         | Fiano Romano (Prato Risacco)    | ⊙    | 25       | 650 × 35  | 09/27         | Gras    | andere Avios. siehe „Tucano“                          |
| Fly Roma             | Monte Compatri (Osteria d’Osa)  | ⊙    | 65       | 560 × 25  | 09/27         | Gras    |                                                       |
| Fly Center           | Aprilia (Campo di Carne)        | ⊙    |          | 600 × 20  | 04/22         | Gras    |                                                       |
| Fonte di Papa        | Rom (Fonte di Papa)             | ⊙    | 24       | 570 × 30  | 09/27         | Gras    | hat Heliport elitaliana.eu                            |
| Gallese Santa Lucia  | Gallese (Santa Lucia Riofratta) |      | 113      | 450 × 20  | 17/35         | Gras    |                                                       |
| Giardini di Corcolle | Rom                             | ⊙    | 115      | 535 × 30  | 15/33         | Gras    |                                                       |
| La Bagnara           | Monte San Giovanni Campano      | ⊙    | 450      |           |               | Gras    | Heliport                                              |
| La Celsetta          | Campagnano di Roma              | ⊙    | 222      | 520 × 30  | 17/35         | Gras    | scuolavolare.it                                       |
| La Torre             | Artena                          | ⊙    | 213      | 700 × 25  | 18/36         | Gras    | deltafly.it                                           |
| Monti della Tolfa    | Tolfa                           | ⊙    | 10       | 530 × 30  | 12/30         | Gras    | aviogestioni.it, apuaviation.it                       |
| Ocria                | Orte (Otricoli)                 | ⊙    | 45       | 560 × 25  | 14/32         | Gras    |                                                       |
| Pegaso Club 2000     | Pontinia (Casanello)            | ⊙    | 14       | 530 × 25  | 05/23         | Gras    | skydivethedrop.it                                     |
| Pegaso Flying Club   | Ceccano (La Piana)              | ⊙    | 110      | 600 × 20  | 12/30         | Gras    |                                                       |
| Ponte Galeria LIAD   | Rom (Ponte Galeria)             | ⊙    | 120      | 380 × 20  | 16/34         | Asphalt | aviationworks.it hat Heliport                         |
| Roma Nord - Capena   | Capena                          | ⊙    | 24       | 700 × 20  | 12/30         | Gras    | aviosuperficieromanordcapena.weebly.com               |
| Sabaudia             | Sabaudia                        | ⊙    | 20       | 620 × 30  | 14/32         | Gras    | flyingsabaudia.it                                     |
| San Lazzaro          | Tuscania (San Lazzaro)          | ⊙    | 180      | 500 × 40  | 02/20         | Gras    |                                                       |
| Santa Bruna          | Corchiano                       | ⊙    | 260      | 400 × 20  | 18/36         | Gras    |                                                       |
| Santo Stefano        | Anguillara Sabazia              | ⊙    | 221      | 485 × 25  | 15/33         | Gras    | tagvds.com                                            |
| Tucano               | Fiano Romano (Pantano)          | ⊙    | 25       | 700 & 700 | 09/27 & 17/35 | Gras    | aeroclubtucano.com andere Avios. siehe „Fiano Romano“ |
| Umiltà               | Monterosi (Umiltà)              | ⊙    | 230      | 400 × 20  | 17/35         | Gras    |                                                       |
| Vall’Ornara          | Rom (Marcigliana)               | ⊙    | 60       | 730 × 45  | 04/22         | Gras    |                                                       |
| Valle Santa          | Rieti (Monticchio)              | ⊙    | 377      | 780 × 30  | 17/35         | Gras    |                                                       |
| Vallicella           | Sutri                           | ⊙    | 263      | 550 × 25  | 09/27         | Gras    | clubarrow.it                                          |

Campi di Volo befinden sich bei Anagni, Ceccano (nicht Avios. “Pegaso Flying”), Cerveteri, Civita Castellana, Ferentino (nicht Avios. “Alicocco”), Fondi, Giuliano di Roma, Ladispoli, Montalto di Castro, Montelibretti, Pontinia (2 Campi di Volo, nicht Avios. “Pegaso Club”), Rom (San Vittorino), Tarquinia (2 Campi di Volo), Tessennano, Tuscania (nicht Avios. “San Lazzaro”) und Valmontone.
Weder Aviosuperficie noch Campo di Volo sind die Flugplätze in Aquino und Rieti.
Bedeutende Wasserflugplätze gab es in der Vergangenheit auf dem Bracciano-See und an der Tiber-Mündung in Ostia.

### Ligurien
In Ligurien gibt es neben den Flughäfen Genua und Albenga und dem eingeschränkt auch von der Allgemeinen Luftfahrt genutzten Militärflugplatz Sarzana-Luni nur Campi di Volo bei Borghetto di Vara (⊙) und San Colombano Certenoli (⊙).

### Lombardei
| Bezeichnung             | Stadt/Gemeinde              | Lage | Höhe (m) | Bahn (m)  | Richtung      | Art     | Anmerkung                                                      |
| ----------------------- | --------------------------- | ---- | -------- | --------- | ------------- | ------- | -------------------------------------------------------------- |
| Airone                  | Origgio                     | ⊙    | 192      | 360 × 25  | 15/33         | Gras    |                                                                |
| Albairate               | Albairate                   | ⊙    | 125      | 750 × 30  |               | Gras    | einigen Quellen zufolge Campo di Volo                          |
| Baialupo                | Cassano d’Adda              | ⊙    | 149      | 450 × 30  | 11/29         | Gras    | baialupo.com                                                   |
| Bedizzole               | Bedizzole                   | ⊙    | 182      | 600       | 04/22         | Gras    |                                                                |
| Caiolo                  | Caiolo                      | ⊙    | 275      | 1050 × 23 | 09/27         | Asphalt | Flugplatz von Sondrio; volavaltellina.it aeroclubdisondrio.org |
| Carzago Riviera         | Calvagese della Riviera     | ⊙    | 195      | 450       | 09/27         | Gras    | sorlini.com                                                    |
| Cascina Viscontina      | Vigevano                    | ⊙    | 116      | 500 × 40  | 14/32         | Gras    | flying-circus.it                                               |
| Ceresara                | Ceresara                    | ⊙    | 60       | 540 × 20  | 12/30         | Gras    |                                                                |
| Città di Curtatone      | Curtatone                   | ⊙    | 21       | 750 × 25  | 11/29         | Gras    | aeroclubmantova.it                                             |
| Club Astra              | Mezzana Bigli               | ⊙    | 64       | 800 × 50  | 02/20         | Gras    | scuolavoloastra.com                                            |
| Cogliate                | Cogliate                    | ⊙    | 219      | 560 × 25  | 18/36         | Gras    | aviocogliate.net                                               |
| Dovera                  | Dovera                      | ⊙    | 76       | 400 × 20  | 16/34         | Gras    | scuolavolo.org                                                 |
| Eroma                   | Lonato del Garda            | ⊙    | 101      | 520       | 14/32         | Gras    | eroma.it                                                       |
| Kong                    | Monte Marenzo               | ⊙    | 200      | 300 × 11  | 18/36         | Asphalt | pilotapersempre.it                                             |
| La Ceriella             | Castello d’Agogna           | ⊙    | 108      | 710 × 20  | 05/23         | Gras    |                                                                |
| La Speziana             | Spessa                      | ⊙    | 60       | 540 × 20  | 10/28         | Gras    | speziana.it                                                    |
| Lodi                    | Cornegliano Laudense        | ⊙    | 76       | 420 × 18  | 09/27         | Gras    |                                                                |
| Massalengo              | Massalengo                  | ⊙    | 80       | 700 × 30  | 18/36         | Gras    | aviosuperficiemassalengo.it                                    |
| Naviglio Grande         | Vermezzo                    | ⊙    | 118      | 524 × 40  | 09/27         | Gras    | (evtl. geschlossen)                                            |
| Pradelle                | Torbole Casaglia            | ⊙    | 122      | 620 & 350 | 01/19 & 08/26 | Gras    | volobrescia.it                                                 |
| Rocca Bertana           | Rodigo                      | ⊙    |          | 350       | 02/20         | Gras    | (evtl. geschlossen)                                            |
| Rosangeles              | Rosate                      | ⊙    | 110      | 600 × 25  | 16/34         | Gras    | rosangeles.it                                                  |
| San Martino di Ceresara | Ceresara (San Martino)      | ⊙    | 46       | 998 × 50  |               | Gras    |                                                                |
| Santa Lucia             | Comezzano-Cizzago           | ⊙    | 107      | 440 × 15  | 01/19         | Gras    | vittorialata.com                                               |
| Settefrati              | Rodigo (Rivalta sul Mincio) | ⊙    |          | 540       | 05/23         | Gras    |                                                                |
| Umberto Mascioni        | Cuvio                       | ⊙    | 397      | 520 × 30  | 08/26         | Gras    |                                                                |
| Vigarolo                | Borghetto Lodigiano         | ⊙    | 67       | 615 × 45  | 16/34         | Gras    |                                                                |

Idrosuperfici oder Wasserflugplätze befinden sich in Como, Lenno, Porlezza und Pusiano. Bedeutende Wasserflugplätze gab es in der Vergangenheit neben dem heutigen Flughafen Mailand-Linate (Idroscalo di Milano) und in Pavia.
Campi di Volo sind bei Abbiategrasso, Asola, Artogne, Arzago d’Adda, Azzanello, Bagnolo Mella, Bigarello (Bazza), Calvisano (nicht Brescia-Montichiari), Caravaggio (Masano), Caronno Pertusella, Casorezzo, Cassano Magnago, Castelbelforte, Castel Goffredo (2 Campi di Volo), Cisliano, Curtatone (nicht Avios.; 2 Campi di Volo), Felonica, Lonato del Garda (Centenaro), Marmirolo, Nuvolera, Offlaga, Palosco, Robecco Pavese, Roncoferraro (Nosedole), Rovellasca, Sabbioneta, Samolaco, San Fiorano, San Giorgio di Mantova, San Paolo, Senago, Suzzara, Torlino Vimercati, Trezzo sull’Adda, Valle Lomellina, Vigevano (nicht Avios.; 2 Campi di Volo) und Zerbolò.
Weder Aviosuperficie noch Campo di Volo sind die Flugplätze in Alzate Brianza (Verzago), Brescia-Montichiari, Bresso, Cremona, Valbrembo, Varese-Calcinate del Pesce, Varese-Venegono, Vergiate und Voghera. Der Flugplatz Mantua-Migliaretto (ICAO: LIDM, ⊙) ist seit 1976 inaktiv.

### Marken
| Bezeichnung       | Stadt/Gemeinde            | Lage | Höhe (m) | Bahn (m)  | Richtung | Art     | Anmerkung                                          |
| ----------------- | ------------------------- | ---- | -------- | --------- | -------- | ------- | -------------------------------------------------- |
| Bore di Chienti   | Corridonia (Bore Chienti) | ⊙    | 80       | 1200 × 30 | 09/27    | Gras    |                                                    |
| del Fermano       | Fermo (San Marco)         | ⊙    | 16       | 500       | 06/24    | Gras    | flyzonefermo.com                                   |
| Guido Paci        | Montegiorgio              | ⊙    | 149      | 580       | 06/24    | Asphalt | aquiladelfermano.it                                |
| Madonna di Loreto | Recanati                  | ⊙    | 28       | 680 × 25  | 18/36    | Gras    | avioclubmadonnadiloreto.it                         |
| San Cassiano      | Fabriano                  | ⊙    | 430      | 650 × 20  | 03/21    | Gras    | ilvolofabriano.it (ehem. Avios. „Francesco Rossi“) |
| Sant’Anna         | Montecassiano             | ⊙    | 110      | 600 × 20  | 13/31    | Gras    |                                                    |
| Tronto            | Monteprandone             | ⊙    | 7        | 1500 × 30 | 07/25    | Gras    |                                                    |
| Valcesano         | Monte Porzio              | ⊙    | 50       | 820 × 30  | 03/21    | Gras    |                                                    |

Bei Tolentino (Rancia) soll eine weitere Aviosuperficie angelegt werden.
Campi di Volo befinden sich bei Corridonia (Brecce, nicht Avios. Bore), Fermignano, Jesi, Montecalvo in Foglia, Montefano, Montemaggiore al Metauro, Senigallia und Tolentino (Cisterna).
Weder Aviosuperficie noch Campo di Volo ist der Flugplatz Fano.

### Molise
| Bezeichnung      | Stadt/Gemeinde | Lage | Höhe (m) | Bahn (m) | Richtung | Art  | Anmerkung |
| ---------------- | -------------- | ---- | -------- | -------- | -------- | ---- | --------- |
| Arcora           | Campomarino    | ⊙    | 40       | 600 × 20 | 03/21    | Gras |           |
| Ass. Volo Molise | Campochiaro    | ⊙    | 537      | 500 × 25 | 12/30    | Gras |           |

Campi di Volo befinden sich bei Larino, Pozzilli und Termoli. In der Region Molise gibt es keine weiteren Flugplätze.

### Piemont
| Bezeichnung           | Stadt/Gemeinde        | Lage | Höhe (m) | Bahn (m) | Richtung | Art     | Anmerkung                            |
| --------------------- | --------------------- | ---- | -------- | -------- | -------- | ------- | ------------------------------------ |
| Acqui Terme           | Acqui Terme           | ⊙    | 130      | 500 × 30 | 15/33    | Gras    | aeroclub-albatros.it                 |
| Alpe Meggiana         | Piode                 | ⊙    | 1628     | 216 × 35 | 03/21    | Gras    | Avios. in pendenza (Gebirge)         |
| Alpi Marittime        | Pianfei               | ⊙    | 435      | 450 × 30 | 06/24    | Gras    | alpimarittime.net                    |
| Angiale               | Vigone (Angiale)      | ⊙    | 257      | 282 × 26 | 17/35    | Gras    | auch Avios. Piper Dancing genannt    |
| Astigiana             | Castello di Annone    | ⊙    | 143      | 476 × 26 | 18/36    | Gras    | aviosuperficieastigiana.it           |
| Boglietto             | Costigliole d’Asti    | ⊙    | 186      | 650 × 20 | 10/28    | Gras    | aviosuperficieboglietto.it           |
| Ca’ Lunga             | Pezzolo Valle Uzzone  | ⊙    | 358      | 450 × 27 | 01/19    | Gras    | evtl. inaktiv                        |
| Casaleggio            | Casaleggio Novara     | ⊙    | 175      | 840 × 25 | 09/27    | Gras    |                                      |
| Cascina Grecia        | Cuceglio              | ⊙    | 354      | 500 × 20 |          | Gras    |                                      |
| Cascina Riccarda      | Tortona               | ⊙    | 95       | 650 × 35 | 02/20    | Gras    |                                      |
| Cascina Valentino     | Envie                 | ⊙    | 280      | 630 × 30 | 17/35    | Gras    | avag.it                              |
| Castelnuovo Don Bosco | Castelnuovo Don Bosco | ⊙    | 223      | 600 × 25 | 15/33    | Gras    | aviocastelnuovo.com                  |
| Chavez - Marini       | Masera                | ⊙    | 307      | 530 × 27 | 18/36    | Gras    |                                      |
| Cumiana               | Cumiana               | ⊙    | 300      | 450 × 30 | 18/36    | Gras    |                                      |
| Francavilla Bisio     | Francavilla Bisio     | ⊙    | 175      | 800 × 30 | 15/33    | Gras    |                                      |
| Garzigliana           | Garzigliana           | ⊙    | 300      | 500 × 20 | 11/29    | Gras    | auch Avios. Merlo Romano             |
| Gattinara             | Gattinara             | ⊙    | 281      | 600 × 30 | 16/34    | Gras    |                                      |
| Giancarlo Filippi     | Mondovì               | ⊙    | 430      | 620 × 20 | 03/21    | Gras    | gruppoaeromodellisticomonregalese.it |
| Il Falco              | Mazzè (Prati Nuovi)   | ⊙    | 240      | 600 × 23 | 07/25    | Gras    | aviosuperficieilfalco.it             |
| Il Picchio            | Borgo Ticino          | ⊙    | 213      | 400 × 30 | 18/36    | Gras    |                                      |
| Marc-Ingegno          | Varallo (Roccapietra) | ⊙    | 408      | 540 × 20 | 01/19    | Gras    | gruppopilotivalsesia.it              |
| Megolo                | Pieve Vergonte        | ⊙    | 216      | 360 × 14 | 12/30    | Bitumen |                                      |
| Moncucco Vische       | Vische                | ⊙    | 238      | 670 × 25 | 18/36    | Gras    | ICAO: LIVV flyclubbaronerosso.it     |
| Montalto Dora         | Montalto Dora         | ⊙    | 246      | 620 × 20 | 14/32    | Gras    | avioclubmontalto.it                  |
| Pegasus               | Busano                | ⊙    | 297      | 420 × 60 | 18/36    | Gras    |                                      |
| Piovera               | Piovera               | ⊙    | 95       | 560 × 25 | 18/36    | Gras    | auch Avios. Volo ULM Alessandria     |
| Valentino             | Castelletto Stura     | ⊙    | 451      | 550 × 20 | 03/21    | Gras    |                                      |

Campi di Volo befinden sich bei Albiano d’Ivrea, Baldissero d’Alba, Bene Vagienna, Buriasco, Caluso, Cantarana, Caraglio, Carisio, Castagnole delle Lanze, Castagnole Piemonte, Castellamonte, Castelletto Stura (nicht Avios. Valentino), Castelletto Ticino, Cavour, Cerreto Castello, Cerrione, Cherasco, Cigliano, Moncrivello, Mongrando, Montechiaro d’Acqui, Montiglio Monferrato, Novara (Casalgiate, ⊙), Pianezza, Racconigi, Riva presso Chieri, Rivoli, Rovasenda, Sant’Albano Stura, Sozzago, Tortona (nicht Avios. Cascina Riccarda), Vaprio d’Agogna, Verrua Savoia, Vespolate, Villanova d’Asti und Virle Piemonte.
Weder Aviosuperficie noch Campo di Volo sind die Flugplätze in Alessandria, Biella, Casale Monferrato, Novi Ligure, Turin-Aeritalia und Vercelli. Das traditionsreiche Flugfeld von Venaria Reale gehört dem Militär.

### Sardinien
| Bezeichnung        | Stadt/Gemeinde             | Lage | Höhe (m) | Bahn (m) | Richtung | Art     | Anmerkung                             |
| ------------------ | -------------------------- | ---- | -------- | -------- | -------- | ------- | ------------------------------------- |
| Aliquirra          | Perdasdefogu               | ⊙    | 573      | 700 × 25 | 14/32    | Erde    | aliquirra.it liegt im Sperrgebiet R39 |
| Amici dell’aria    | Settimo San Pietro         | ⊙    | 145      | 435 × 25 | 14/32    | Erde    | amicidellaria.it                      |
| Antica Sardegna    | Castiadas                  | ⊙    | 65       | 800 × 30 | 01/19    | Gras    |                                       |
| Avielsar           | Villaputzu (S. Lorenzo)    | ⊙    | 12       | 800 × 60 | 01/19    | Asphalt | Werksflugplatz neben Sperrgebiet PISQ |
| Costa Paradiso     | Trinità d’Agultu e Vignola | ⊙    | 213      | 500 × 30 | 09/27    | Gras    |                                       |
| Dorgali            | Dorgali (Biriddo)          | ⊙    | 152      | 700 × 25 | 02/20    | Erde    |                                       |
| Girasole           | Girasole                   | ⊙    | 10       | 410 × 20 | 08/26    | Gras    | evtl. nur Campo di Volo               |
| La Tana del Volo   | Siliqua                    | ⊙    | 65       | 400 × 20 | 09/27    | Kies    | latanadelvolo.it                      |
| Loelle             | Buddusò (Loelle)           | ⊙    | 786      | 400 × 18 | 09/27    | Gras    |                                       |
| Lu Scupaglio       | San Teodoro                | ⊙    | 2        | 500 × 20 | 15/33    | Gras    | santeodoroulm.it                      |
| Parteolla          | Serdiana                   | ⊙    |          | 750      | 06/24    | Gras    | skydivesardegna.it                    |
| Platamona          | Sassari (Platamona)        | ⊙    | 10       | 580 × 20 | 11/29    | Gras    | platamona.altervista.org              |
| Stintino           | Stintino                   | ⊙    | 3        | 700 × 18 | 02/20    | Gras    |                                       |
| Torre Foghe        | Tresnuraghes               | ⊙    | 90       | 520 × 20 | 12/30    | Gras    |                                       |
| XPTZ - Decimoputzu | Decimoputzu (Sa Doda)      | ⊙    | 17       | 600      | 16/34    | Gras    |                                       |

Am Stausee Lago di Monte Pranu bei Tratalias (⊙) wurde 2014 mit der Einrichtung eines Wasserflugplatzes begonnen, Testflüge fanden im Mai 2015 statt, die offizielle Eröffnung steht jedoch noch aus. Davor war eine Idrosuperficie bei Sant’Antioco geplant. Bei den heutigen Verkehrsflughäfen Cagliari, Olbia und Alghero (Porto Conte) gab es in der Vergangenheit bedeutende Wasserflugplätze; auch die Lagunen bei Oristano und Tortolì wurden von Wasserflugzeugen genutzt.
Campi di Volo befinden sich bei Ardara, Gesico, Maracalagonis, Mores, Olbia (La Smeraldina, nicht Flughafen Olbia), Orosei, Pozzomaggiore, Pula, San Gavino Monreale, Solarussa, Thiesi, Valledoria und Vallermosa.
Weder Aviosuperficie noch Campo di Volo sind die Flugplätze bei Tortolì-Arbatax und bei Oristano.

### Sizilien
| Bezeichnung         | Stadt/Gemeinde           | Lage | Höhe (m) | Bahn (m) | Richtung | Art     | Anmerkung                         |
| ------------------- | ------------------------ | ---- | -------- | -------- | -------- | ------- | --------------------------------- |
| Agrigento Airfield  | Favara                   | ⊙    | 43       | 500      | 15/33    | Erde    | avioclubagrigento.it              |
| Airone              | Gela                     | ⊙    | 25       | 400 × 20 | 06/24    | Erde    |                                   |
| Aquila Solitaria    | Caltanissetta            | ⊙    | 408      | 300 × 30 | 06/24    | Gras    | auch Le Aquile                    |
| Aretusa Fly         | Canicattini Bagni        | ⊙    | 312      | 630 × 23 | 06/24    | Erde    |                                   |
| Avola               | Avola (Gallina)          | ⊙    | 30       | 500 × 20 | 09/27    | Gras    |                                   |
| Bovarella           | Salemi (Bovarella)       | ⊙    | 200      | 500 × 25 | 05/23    | Kies    |                                   |
| Calatabiano         | Calatabiano              | ⊙    | 55       | 480 × 20 | 03/21    | Kies    | calatabianoairfield.it            |
| Giubiliana          | Ragusa (Giubiliana)      | ⊙    | 427      | 680 × 20 | 07/25    | Asphalt | eremodellagiubiliana.it           |
| Maletto Fly         | Maletto                  | ⊙    | 840      | 300 × 20 | 03/21    | Gras    |                                   |
| Marano              | Pietraperzia             | ⊙    | 122      | 410 × 30 | 16/34    | Gras    |                                   |
| Marina di Modica    | Marina di Modica         | ⊙    | 39       | 650 × 20 | 04/22    | Erde    | flymodica.it                      |
| Massarotti          | Caltagirone              | ⊙    | 386      | 700 × 30 |          | Gras    |                                   |
| Minotaurus e Medusa | Caronia                  | ⊙    | 4        | 840 × 20 | 05/23    | Gras    |                                   |
| Paceco Fly Team     | Paceco                   | ⊙    | 66       | 470 × 18 | 05/23    | Erde    |                                   |
| Paternò             | Paternò                  | ⊙    | 115      | 500 × 40 | 01/19    | Erde    |                                   |
| Ramacca Margherito  | Ramacca                  | ⊙    | 160      | 600 × 40 | 08/26    | Erde    |                                   |
| Rinaura             | Syrakus (Rinaura)        | ⊙    | 20       | 420 × 20 | 03/21    | Asphalt | avioclubsiracusa.it               |
| Sorvoliamo          | Comiso (Monacazza)       | ⊙    | 220      | 500 × 30 | 09/27    | Gras    | nicht Flughafen Comiso            |
| Tenuta La Fenice    | Caltanissetta (Cusatino) | ⊙    | 550      | 400 × 25 | 11/29    | Kies    | lt. ENAC nicht mehr Campo di Volo |
| Terranova           | Menfi                    | ⊙    | 3        | 450 × 18 | 15/33    | Erde    | avioterranova.it                  |

Am Stausee Lago Nicoletti zwischen Enna und Leonforte wurde 2007 der Wasserflugplatz Idroscalo di Enna eröffnet, der dann weitgehend ungenutzt blieb (⊙). Bedeutende Wasserflugplätze gab es früher in Augusta, Marsala (Stagnone, ⊙) und Syrakus.
Campi di Volo befinden sich bei Aidone, Caltagirone (2 Campi di Volo, nicht Avios. Massarotti), Campobello di Mazara, Capo d’Orlando, Castelvetrano, Gela (2 Campi di Volo, nicht Avios. Airone), Marina di Ragusa, Mineo, Pachino, Santa Croce Camerina, Santa Maria di Licodia, Sant’Alessio Siculo, Sciacca und Termini Imerese.

### Toskana
| Bezeichnung                    | Stadt/Gemeinde            | Lage | Höhe (m) | Bahn (m)          | Richtung    | Art          | Anmerkung                                             |
| ------------------------------ | ------------------------- | ---- | -------- | ----------------- | ----------- | ------------ | ----------------------------------------------------- |
| Aero Club Valdarno             | Cavriglia                 | ⊙    | 345      | 500 × 60 565 × 30 | 17/35 04/22 | Gras         | aeroclubavldarno.it Bahn 04/22 nur Campo di Volo      |
| Aliscarlino                    | Scarlino                  | ⊙    | 5        | 650 × 30          | 07/25       | Gras         | nicht Campo di Volo Dedalo                            |
| Avio Club Chiusdino            | Chiusdino                 | ⊙    | 269      | 650 × 20          | 12/30       | Gras         | avioclubchiusdino.it                                  |
| Bolgheri                       | Castagneto Carducci       | ⊙    | 8        | 750 × 20          | 01/19       | Gras         | nicht Campo di Volo Donoratico                        |
| Casenovole                     | Civitella Paganico        | ⊙    | 100      | 800 × 30          | NW/SO       | Gras         |                                                       |
| Centro di volo Serristori      | Castiglion Fiorentino     | ⊙    | 264      | 500 × 20 600 × 30 | 16/34       | Asphalt Gras | baronirotti.it ICAO: LIQQ                             |
| Collina                        | Borgo San Lorenzo         | ⊙    | 290      | 720 × 35          | 04/22       | Gras         | aviosuperficiecollina.com                             |
| Costa D’Argento                | Orbetello (La Parrina)    | ⊙    | 2        | 740 × 40          | 01/19       | Gras         | alimaremma.it                                         |
| Galliano                       | Barberino di Mugello      | ⊙    | 260      | 740 × 40          | 01/19       | Gras         |                                                       |
| Grecciano                      | Collesalvetti             | ⊙    | 3        | 700 × 20          | 09/27       | Gras         | nicht Campo di Volo Il Gruccione                      |
| Il Borro                       | Terranuova Bracciolini    | ⊙    | 275      | 920 × 25          | 02/20       | Gras         |                                                       |
| Il Gabbiano                    | San Vincenzo              | ⊙    | 13       | 700 × 30          | 09/27       | Gras         | nicht Campo di Volo Massimo Costa - Sky Sports Europe |
| Il Pinguino                    | Quarrata                  | ⊙    | 40       | 430 × 50          | 11/29       | Gras         | ipinguini.it                                          |
| Il Terriccio                   | Cecina                    | ⊙    | 95       | 730 × 25          |             | Gras         |                                                       |
| La Filanda                     | Pergine Valdarno          | ⊙    | 290      | 650 × 35          | 06/24       | Gras         |                                                       |
| Mensanello                     | Colle di Val d’Elsa       | ⊙    | 215      | 700 × 30          | 07/25       | Gras         |                                                       |
| Montecchio Podere S. Apollonia | Castiglion Fiorentino     | ⊙    | 247      | 820 × 40          | 05/23       | Gras         |                                                       |
| Piombino                       | Piombino (Perelli)        | ⊙    | 3        | 600               | 04/22       | Gras         | (ehem. Condor)                                        |
| Porta della Maremma            | Cecina                    | ⊙    | 12       | 1000 × 40         | 15/33       | Gras         | aviosuperficiececina.it ICAO: LIQG                    |
| Pratello                       | Peccioli                  | ⊙    | 58       | 1000 × 30         | 13/31       | Gras         |                                                       |
| Punta Ala                      | Castiglione della Pescaia | ⊙    | 5        | 880 × 45          | 08/26       | Gras         | auch „Pian d’Alma“ genannt                            |
| Renzo Storai                   | Vicchio                   | ⊙    | 253      | 580 × 25          | 02/20       | Gras         | aviostorai.com                                        |
| San Sepolcro                   | Sansepolcro               | ⊙    | 315      | 875 × 20          | 02/20       | Gras         | ICAO-Code: LIQF; hat Heliport                         |
| Terra del sole                 | Grosseto                  | ⊙    | 10       | 480 × 20          | 07/25       | Gras         | alimaremma.it                                         |
| Valdera                        | Capannoli                 | ⊙    | 12       | 670               | 12/30       | Gras         | aeroclubdipisa.it                                     |

Campi di Volo befinden sich bei Chiusi Scalo, Collesalvetti (Guasticce, nicht Avios. Grecciano), Campiglia Marittima (2 Campi di Volo), Capalbio, Capannori, Castagneto Carducci (Donoratico, nicht Avios. Bolghieri), Castelfranco di Sotto, Castelnuovo Berardenga, Empoli, Manciano, Massa Marittima, Massarosa, Monte Argentario, Monteverdi Marittimo, Pieve Fosciana, San Giuliano Terme, San Miniato, San Vincenzo (nicht Avios. Il Gabbiano), Scarlino (nicht Avios. Aliscarlino), Sinalunga und Vecchiano (2 Campi di Volo).
Weder Aviosuperficie noch Campo di Volo sind die Flugplätze in Arezzo, Lucca, Marina di Campo (Elba), Massa-Cinquale und Siena. Der Flugplatz Pontedera wurde aufgelassen.
Bedeutende Wasserflugplätze gab es in der Vergangenheit in Marina di Pisa und Orbetello (⊙).

### Trentino-Südtirol
In Südtirol gibt es neben dem Flughafen Bozen und dem militärischen Flugplatz Toblach (eingeschränkt für Allgemeine Luftfahrt geöffnet) kleinere Flugfelder bei Corvara, Jenesien, Gsies, Neustift (Vahrn), Sarntal und Sterzing.
Das Trentino hat neben dem Flugplatz Trient einen auf 1997 m gelegenen Gebirgsflugplatz am Tonalepass (Aviosuperficie in pendenza, ⊙, 1150 × 20 , 07/25, Gras; nur mit Sondergenehmigung) und Campi di Volo bei Campodenno, Cavalese, Vervò und Villa Agnedo.

### Umbrien
| Bezeichnung                    | Stadt/Gemeinde                   | Lage | Höhe (m) | Bahn (m) | Richtung | Art     | Anmerkung                                      |
| ------------------------------ | -------------------------------- | ---- | -------- | -------- | -------- | ------- | ---------------------------------------------- |
| Alfina                         | Castel Viscardo                  | ⊙    | 555      | 750 × 30 | 18/36    | Gras    |                                                |
| Ali Umbre                      | Gualdo Tadino                    | ⊙    | 410      | 640 × 45 | 02/20    | Gras    |                                                |
| Alvaro Leonardi                | Terni                            | ⊙    | 114      | 870 × 18 | 09/27    | Asphalt | avioleonarditerni.it, hat Heliport, ICAO: LIAA |
| Del Sagrantino                 | Gualdo Cattaneo (Ponte di Ferro) | ⊙    | 280      | 720 × 18 | 06/24    | Bitumen | centrovolo.it                                  |
| Montemelino                    | Magione                          | ⊙    | 220      | 650 × 30 | 12/30    | Gras    | flyfelix.it                                    |
| Panicarola                     | Panicale                         | ⊙    | 273      | 780 × 25 | 17/35    | Gras    |                                                |
| Peter Pan                      | Marsciano (Castello delle Forme) | ⊙    | 179      | 550 × 25 | 02/20    | Gras    |                                                |
| San Giorgio di Cascia          | Cascia                           | ⊙    | 850      | 900 × 16 | 16/34    | Beton   | auch „Santa Rita“ genannt                      |
| San Terenziano - Monti Martani | Gualdo Cattaneo                  | ⊙    | 515      | 610 × 38 | 06/24    | Gras    |                                                |
| Sant’Illuminato                | Città di Castello                | ⊙    | 300      | 800 × 25 | 04/22    | Gras    | ICAO: LIAL                                     |
| Trasimeno                      | Castiglione del Lago             | ⊙    | 264      | 800 × 30 | 17/35    | Gras    | ehem. Militärflugplatz „Leopoldo Eleuteri“     |
| Walter Ratticchieri            | Todi (Pantalla)                  | ⊙    | 148      | 540 × 20 | 13/31    | Gras    |                                                |

Campi di Volo befinden sich bei Acquasparta (Piedimonte), Castel Ritaldi, Castiglione del Lago (nicht Avios. Trasimeno), Città di Castello (2 Campi di Volo, nicht Avios. Sant’Illuminato), Deruta, Gubbio, Magione (Casenuove, nicht Avios. Montemelino), Montefalco, Narni (2 Campi di Volo), Otricoli, Perugia (Santa Maria Rossa), Pietralunga und Umbertide.
Als Verkehrsflughafen dient in Umbrien der Flughafen Perugia, sonst gibt es noch den Flughafen Foligno.

### Venetien
| Bezeichnung              | Stadt/Gemeinde                           | Lage | Höhe (m) | Bahn (m)  | Richtung | Art  | Anmerkung                                  |
| ------------------------ | ---------------------------------------- | ---- | -------- | --------- | -------- | ---- | ------------------------------------------ |
| Ali sul Graticolato      | Camposampiero                            | ⊙    | 22       | 650 × 30  | 01/19    | Gras |                                            |
| AliCaorle                | Caorle (Trezzon)                         | ⊙    | 3        | 830 × 30  | 11/29    | Gras | clubvoloalmare.it ICAO: LIKE               |
| Arca                     | San Zenone degli Ezzelini (Ca’ Rainati)  | ⊙    | 84       | 500 × 20  | 09/27    | Gras |                                            |
| Arcadia                  | Pastrengo                                | ⊙    | 171      | 200 × 30  | 18/36    | Gras |                                            |
| Area 51                  | Mestrino (Lissaro)                       | ⊙    | 21       | 600 × 20  | 18/36    | Gras |                                            |
| Bagnoli di Sopra         | Bagnoli di Sopra (S. Ambrogio)           | ⊙    | 5        | 1180 × 30 | 01/19    | Gras |                                            |
| Ca’ del Fior             | San Michele al Tagliamento (Bibione)     | ⊙    | 1        | 1000 × 30 | 14/32    | Gras | auch Avios. „Bibbione“ od. „Tognatti“ gen. |
| Ca’ Negra                | Loreo                                    | ⊙    | 1        | 660 × 50  | 04/22    | Gras | (ICAO: LIDC); evtl. inaktiv                |
| Caposile                 | San Donà di Piave                        | ⊙    | 1        | 450 × 30  | 04/22    | Gras | WeFly! Team, paperevagabonde.it            |
| Cassola                  | Cassola (Ca Mora)                        | ⊙    | 96       | 430 × 30  | 17/35    | Gras | scuolavolocassola.it                       |
| Colli Euganei            | Pozzonovo                                | ⊙    | 8        | 550 × 34  | 01/19    | Gras | collieuganeivolo.it                        |
| Francesco Baracca        | Nervesa della Battaglia                  | ⊙    | 80       | 1000 × 30 | 15/33    | Gras | jonathanaereistorici.it                    |
| Friolo di Pozzoleone     | Pozzoleone                               |      | 70       | 330 × 15  |          | Gras |                                            |
| G. Carrer                | Salgareda (Campodipietra)                | ⊙    | 6        | 750 × 30  | 15/33    | Gras | aviosuperficiecarrer.it                    |
| Goffredo Costa           | San Giorgio in Bosco                     | ⊙    |          | 940 × 40  |          | Gras | evtl. inaktiv                              |
| Grave di Papadopoli      | Spresiano                                | ⊙    | 55       | 700 × 30  | 15/33    | Gras |                                            |
| Il Ranch                 | Piazzola sul Brenta                      | ⊙    | 27       | 500 × 40  | 07/25    | Gras | inaktiv                                    |
| Malcolm                  | Longarone                                | ⊙    | 457      | 210 × 20  | 18/36    | Gras | inaktiv                                    |
| Marchesane               | Bassano del Grappa                       | ⊙    | 120      | 570 × 25  | 01/19    | Gras | ICAO: LIPJ                                 |
| Marinafly                | San Michele al Tagliamento               | ⊙    | 1        | 600 × 20  | 18/36    | Gras | inaktiv                                    |
| Montagnana               | Montagnana                               | ⊙    | 7        | 1000 × 60 | 11/29    | Gras | avioclubmontagnana.com                     |
| Montebelluna             | Montebelluna                             | ⊙    | 84       | 420 × 20  | 16/34    | Gras |                                            |
| Montegaldella            | Montegaldella (Ghizzole)                 | ⊙    |          | 600 × 25  | 10/28    | Gras |                                            |
| Nogara - Aquile Randagie | Sorgà (Zucche)                           | ⊙    | 20       | 350 × 30  | 06/24    | Gras | aquilerandagie.com                         |
| Parco Livenza            | San Stino di Livenza                     | ⊙    | 13       | 650 × 20  | 03/21    | Gras | bluearrows.it                              |
| San Felice               | Trichiana, Ortsteil von Borgo Valbelluna | ⊙    | 300      | 280 × 20  | 18/36    | Gras |                                            |
| San Giuseppe             | Vidor                                    | ⊙    | 128      | 380 × 20  | 16/34    | Gras |                                            |
| Sant’Apollinare          | Rovigo (Sant’Apollinare)                 | ⊙    | 7        | 675 × 25  | 17/35    | Gras | aeroclubrovigo.it auch „Luciano Baldi“     |
| Skydive Venice           | San Stino di Livenza                     | ⊙    | 6        | 800 × 20  | 14/32    | Gras | skydive-venice.com                         |
| Stella                   | Fiesso Umbertiano                        | ⊙    | 6        | 500 × 20  | 10/28    | Gras |                                            |

Campi di Volo befinden sich bei Arcole, Arquà Polesine, Asolo, Caerano di San Marco, Campo San Martino, Campolongo Maggiore, Caorle (Mazarack, nicht Avios. Alicaorle), Caprino Veronese (Coraine, inaktiv), Casale sul Sile, Cavarzere, Cervarese Santa Croce, Chioggia, Codevigo, Codognè, Cona, Dueville, Farra di Soligo, Follina, Fossò, Fratta Polesine, Galliera Veneta, Isola della Scala (2 Campi di Volo), Isola Rizza (Casalino), Lusia, Maserà di Padova, Monselice (Vanzo), Pramaggiore, Rivoli Veronese, Santa Giustina, Santa Lucia di Piave, Santa Maria di Sala, Sarego, Spresiano (Albatros, nicht Avios. Grave di Papadopoli), Silea (Cendon), Tambre, Valeggio sul Mincio, Vittorio Veneto und Volpago del Montello (Selva del Montello).
Weder Aviosuperficie noch Campo di Volo sind die Flugplätze in Asiago, Belluno, Cortina d’Ampezzo (derzeit nur Heliport), Legnago, Padua, Thiene, Venedig-Lido und Verona-Boscomantico. Der Flugplatz Vicenza wurde aufgelassen.
Einen bedeutenden Wasserflugplatz gab es in der Vergangenheit auf der Insel Vignole bei Venedig.

## Trivia
Außerhalb Italiens gibt es eine Aviosuperficie in der Republik San Marino, die Aviosuperficie Torraccia.